# Prix de l'Écrit intime
Le prix de l'Écrit intime est un prix littéraire créé par France Loisirs en 1995 et décerné jusqu'en 1999. Il récompense un écrivain français ou étranger « auteur d'une œuvre intimiste : journal ou carnet intime, Mémoire, autobiographie, recueil de souvenirs ». Il s'accompagne d'une dotation de 30 000 francs et de la réédition de l'œuvre primée par France Loisirs.

## Jury
Le jury est composé de Laure Adler, Hector Bianciotti, Jean-Jacques Brochier, Michèle Gazier, Roland Jaccard, Françoise Kinot, Pierre Kyria, Hugo Marsan, Cella Minart, Jean-Marie Rouart. 

## Lauréats
- 1995 : Michel del Castillo pour Mon frère l’Idiot
- 1996 : Georges-Arthur Goldschmidt
- 1997 : Louis-René des Forêts
- 1998 : Claude Pujade-Renaud
- 1999 : Serge Doubrovsky